# Famille Zrinski
 (juillet 2024).
Si vous disposez d'ouvrages ou d'articles de référence ou si vous connaissez des sites web de qualité traitant du thème abordé ici, merci de compléter l'article en donnant les références utiles à sa vérifiabilité et en les liant à la section « Notes et références ».

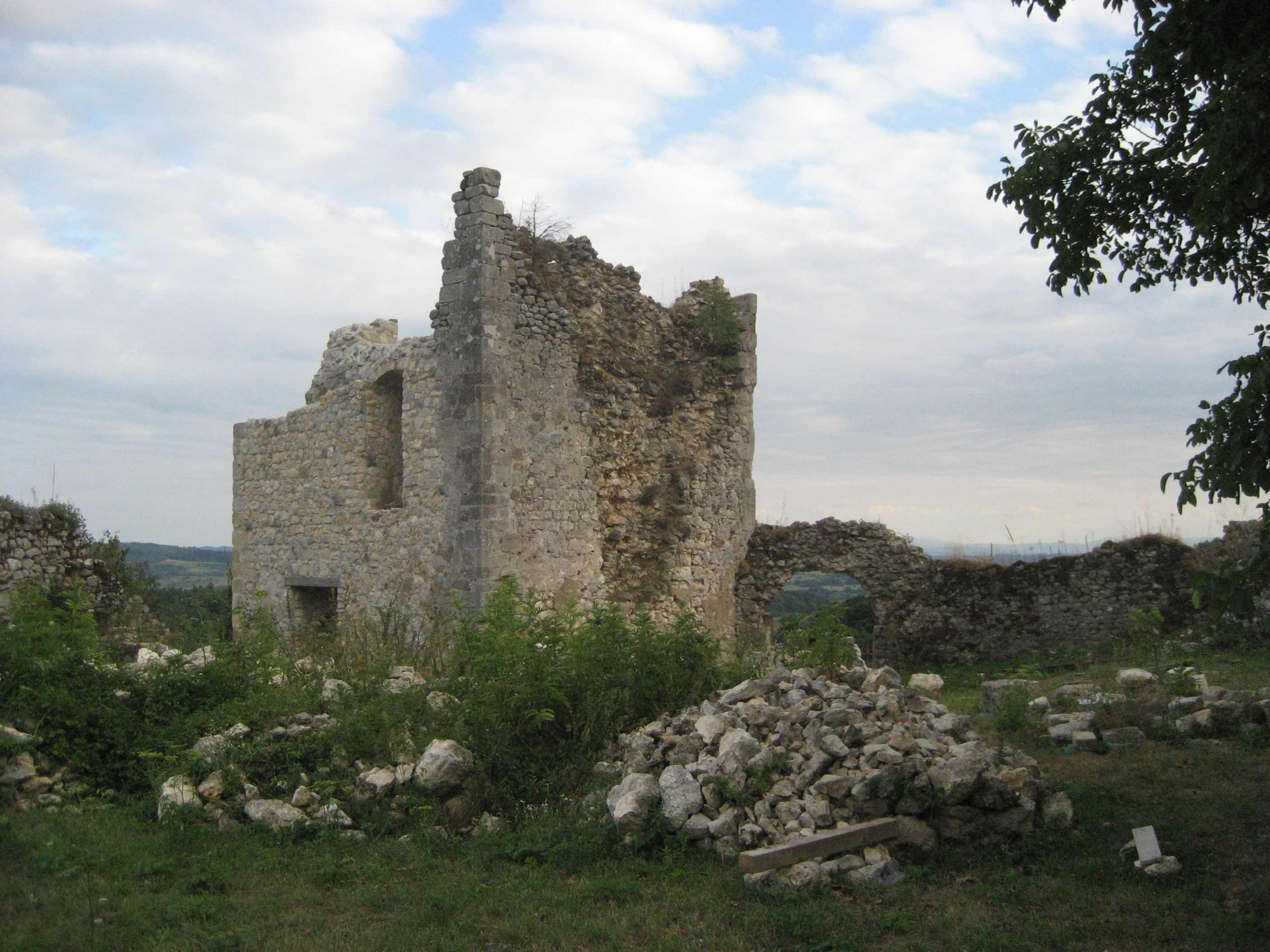
Ruines de Château de Zrin en Croatie

La famille Zrinski (ou Zrínyi en hongrois) est une famille noble originaire de la Croatie hongroise, et influente dans le royaume de Hongrie autrichien pendant les guerres contre l'Empire ottoman. Elle porta le titre héréditaire de comte.

## Histoire
« Zrinski » signifie « de Zrin » : c'est une branche de la famille Šubić qui gagna en influence lorsque Louis Ier de Hongrie (Louis le Grand) eut besoin des forteresses de la famille Šubić dans ses guerres contre Venise en Dalmatie.
En 1347, Louis Ier pris possession des domaines de la famille Šubić autour de Bribir sur la côte croate où ils étaient connus sous le titre de « knèzes de Bibir », Knezovi Bribirski en croate) et leur donna en échange le domaine de Zrin comportant le Château de Zrin dans la région de Banija au sud de l'actuelle ville de Petrinja et à l'ouest de Hrvatska Kostajnica.
Le premier Zrinski est Georges III Šubić de Bribir (ou Juraj III Šubić Bribirski en croate) qui prend le titre de Georges Ier Zrinski (Juraj I. Zrinski en croate). Sa cousine, la princesse Hélène Šubić (ou Jelena Šubić) était mariée à Vladislav Kotromanić. Leur premier né Tvrtko devient Ban de Bosnie puis roi de Bosnie en 1337. Leur nièce et fille adoptive Elizabeta Kotromanić (Élisabeth de Bosnie), marie Louis Ier de Hongrie. Élisabeth et les filles de Louis succède à leur père et deviennent reine sous le nom de Marie Ire de Hongrie et Hedwige Ire de Pologne.

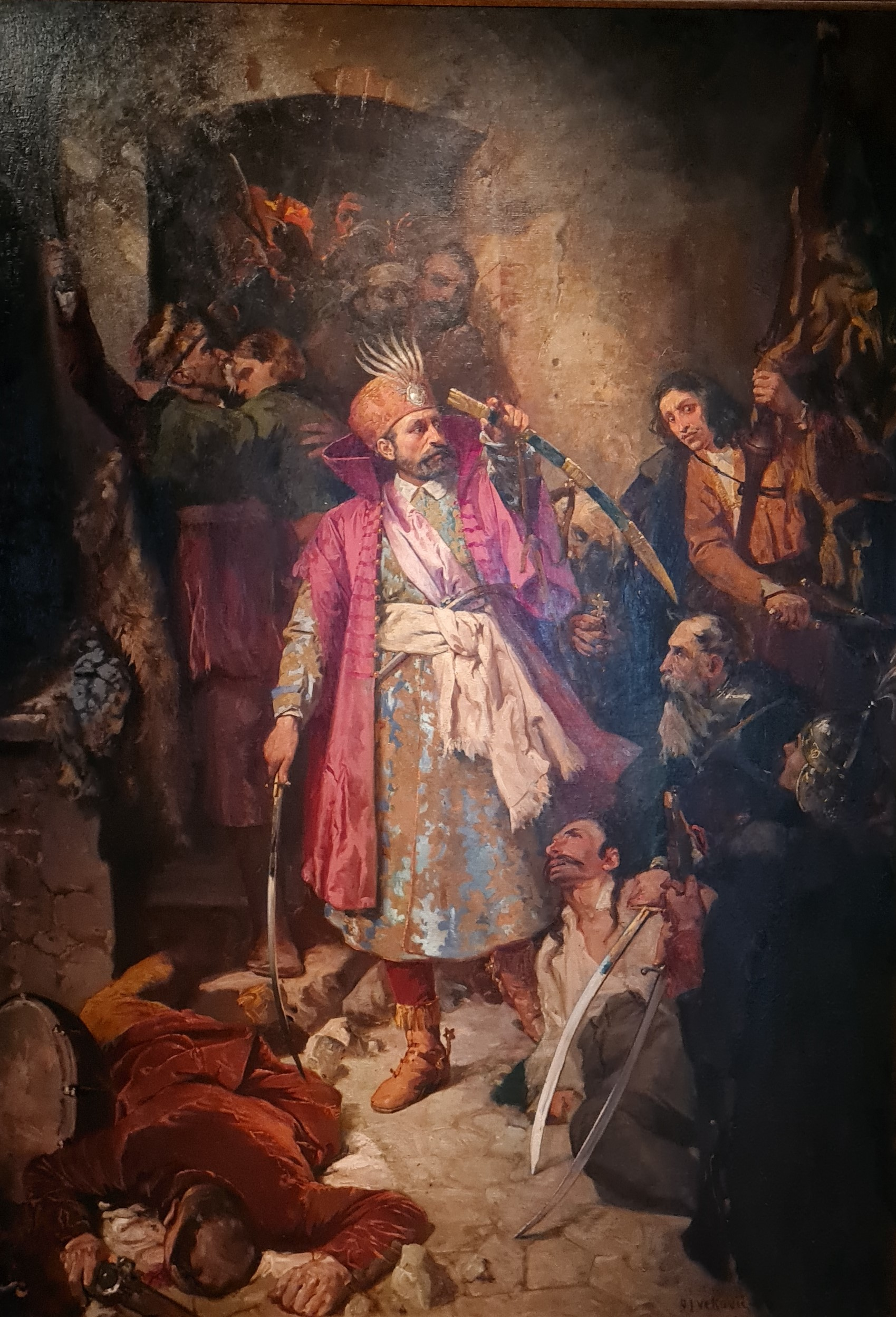
Portrait de Nikola Šubić Zrinski par Oton Iveković

Au XVIe siècle, le Ban Nicholas IV Zrinski domine le Međimurje et sa capitale Čakovec.
Le comte Ivan Zrinski (en) (1651–1703), fils du ban de Croatie et comte Petar Zrinski et de la comtesse Katarina Zrinska (en) née Frankopan (en), est le dernier membre de la famille Zrinski.

## Nationalité
Les Zrinski jouèrent un rôle important dans l'histoire de la Croatie, tout en étant membres de la noblesse hongroise du fait de l'union des deux pays, et aussi de la noblesse autrichienne dès lors que la Hongrie fit partie de la monarchie des Habsbourg. Il est attesté que Nikola Zrinski (Miklós Zrínyi, Nikolaus Zrinski) parlait au moins cinq langues : le croate, le hongrois, l'italien, le turc et le latin, et fut un poète hongrois alors que son frère Petar Zrinski écrivait en croate.

## Personnalités

### Bans
- Nicolas IV (Nikola Šubić Zrinski, hongrois : Szigeti Zrínyi Miklós), (1508–1566, ban: 1542–1556)
- Georges V (Juraj V Zrinski, hongrois : Zrínyi György (bán)), (1599–1626, ban: 1622–1626)
- Nicolas VII (Nikola Zrinski, hongrois : Zrínyi Miklós), (1620–1664, ban: 1647–1664)
- Pierre IV (Petar Zrinski, hongrois : Zrínyi Péter), (1621–1671, ban: 1665–1670)

### Autres
- Catherine Zrinski (1625–1673), une poète née Frankopan et mariée à Petar Zrinski
- Jelena Zrinski (Jelena Zrinski en croate Ilona Zrínyi en hongrois) fille du précédent, princesse de Transylvanie et de Hongrie.